# Ruine Neideck
Die Ruine Neideck, auch Neidegg oder Herlisberg genannt, ist die Ruine einer Höhenburg in der Gemeinde Eberhardzell im Landkreis Biberach in Baden-Württemberg. 

## Geographische Lage
Die Ruine Neideck befindet sich auf der bewaldeten Ostflanke des Hochgeländs auf einem westlichen Bergsporn (ca. 640 m ü. NN) des Tals der Umlach, etwa 650 Meter nördlich der Eberhardzeller Kirche.

## Geschichte
Die Burg wurde im 13. Jahrhundert von den Herren von Neidegg errichtet und ab 1487 ausgebaut. 1520, nach dem Tod Viktor von Neidegg, der ohne männlichen Erben war, verkauften die Ehemänner seiner vier Töchter Burg und Besitz an den Truchsess Georg von Waldburg. 1525 wurde die Burg während des Bauernkrieges zerstört und um 1600 begann Truchsess Heinrich aus den Mauerresten der Ruinen Neidegg und Schweinhausen das etwa 250 Meter südwestlich der Burg Neideck gelegene Schloss Heinrichsburg zu bauen.
Von der ehemaligen Burganlage sind noch Mauerreste erhalten.